# Lublino
Lublino [pronunciación en polaco: /luˈblinɔ/] (alemán: Nöblin) es un pueblo en el distrito administrativo de Gmina Chociwel, dentro del Distrito de Stargard, Voivodato de Pomerania Occidental, en el noroeste de Polonia. Se encuentra aproximadamente 3 kilómetros al este de Chociwel, 28 kilómetros al noreste de Stargard, y 53 kilómetros al este de la capital regional, Szczecin.
El pueblo tiene una población de 100 habitantes.
Hasta 1945 el pueblo era habitado por alemanes y parte del estado alemán de Prusia. Para la historia de la región, véase Historia de Pomerania.